# Live at Cap D’Agde, 1982
Live at Cap D’Agde, 1982 – album koncertowy King Crimson, wydany w grudniu 1998 roku nakładem Discipline Global Mobile jako CD. Ukazał się jak nr 4. w serii wydawniczej „The King Crimson Collectors’ Club”.

## Historia albumu
Na początku 1981 roku Robert Fripp rozpoczął poszukiwania muzyków do swojego nowego zespołu, Discipline. Zespół, w skład którego weszli: Bill Bruford, Tony Levin i Adrian Belew rozpoczął próby w kwietniu 1981 roku przyjmując ostatecznie nazwę King Crimson. We wrześniu tego samego roku ukazała się jego debiutancka płyta, Discipline, a w październiku zespół ruszył w światową trasę koncertową. W 1982 roku towarzyszył jako support zespołowi Roxy Music podczas siedmiu koncertów w Portugalii, Hiszpanii i Francji. Dwa występy na Riwierze, w Cap d’Agde i Fréjus (26 i 27 sierpnia) zostały sfilmowane i nagrane dla Roxy Music oraz dla King Crimson. Album Live at Cap D’Agde, 1982 jest połączeniem tych dwóch występów King Crimson. Trzy nagrania z koncertu we Fréjus były wcześniej dostępne na kasecie VHS The Noise, a później znalazły się na DVD Neal and Jack and Me.

## Lista utworów
Lista i informacje według Discogs:
| 1. | Waiting Man                | 7:09    |
|    |                            |         |
| 2. | Thela Hun Ginjeet          | 4:30    |
|    |                            |         |
| 3. | Matte Kudasai              | 3:58    |
|    |                            |         |
| 4. | The Sheltering Sky         | 9:48    |
|    |                            |         |
| 5. | Neil And Jack And Me       | 5:38    |
|    |                            |         |
| 6. | Elephant Talk              | 4:57    |
|    | Bonus tracks:              |         |
| 7. | Indiscipline               | 12:31   |
|    |                            |         |
| 8. | Heartbeat                  | 4:05    |
|    |                            |         |
| 9. | Larks' Tongues In Aspic II | 7:50    |
|    |                            |         |
|    |                            | 1:00:26 |
|    |                            |         |

## Muzycy
- Robert Fripp – gitara
- Adrian Belew – gitara, śpiew
- Tony Levin – gitara basowa, Chapman stick, zdjęcia z trasy
- Bill Bruford – perkusja, instrumenty perkusyjne

## Produkcja
- produkcja – David Singleton, Robert Fripp

Do albumu dołączono 24-stronicową książeczkę zawierającą niepublikowane wcześniej zdjęcia, wykonane przez  Tony’ego Levina, esej Frippa „Notes From the Guitar Stool” oraz fragmenty jego dziennika, prowadzonego na łamach DGM Live.

## Odbiór

### Opinie krytyków
| Recenzje      | Recenzje |
| Publikacja    | Ocena    |
| ------------- | -------- |
| AllMusic      | [ 4 ]    |
| Prog Archives | 4.01/5.0 |
| RYM           | 3.93/5   |
| Sputnikmusic  | 3.7/5    |
| Teraz Rock    | [ 5 ]    |

Lindsay Planer z AllMusic jest zdania, iż „Live at Cap D’Agde, 1982 oddaje bezgraniczną energię i znajomy muzyczny kontrapunkt, który stał się esencją zespołu lat 80. Dobrze zmiksowane nagranie studyjnej jakości jest przypisywane (…) dostępnemu, profesjonalnemu sprzętowi audio i wideo używanemu przez Roxy Music. Ci, którzy wolą ten kwartet, powinni być zachwyceni tym wydawnictwem”.
Jordan Babula z magazynu Teraz Rock uważa, że Live at Cap D’Agde, 1982 to „pierwsza płyta klubowa [The King Crimson Collectors’ Club], która brzmi jak profesjonalnie nagrany album koncertowy”, a znajdujące się na niej nagrania tworzą „naprawdę zgrabną calość”. Wyróżnia 'Neil And Jack And Me' oraz 'Larks' Tongues In Aspic II', a 12-minutowy 'Indiscipline' określa jako „niesamowity”.
Na 'Indiscipline' zwraca również uwagę redakcja magazynu PopMatters twierdząc, iż jest ona „prawdopodobnie najlepszą wersją, wydaną do tej pory [1 stycznia 2000] przez zespół z lat 80.”. Generalnie podkreślona została jakość muzyki zawartej na albumie, a jako jej przykłady podano takie utwory jak: 'Waiting Man', 'Thela Hun Ginjeet' (z narracją Adriana Belew na żywo o jego nowojorskim doświadczeniu napadu), 'Matte Kudasai' i 'The Sheltering Sky', określony tu jako ”najważniejszy punkt programu”.